# Krocolidia rufilinea
Krocolidia rufilinea är en insektsart som beskrevs av Dietrich 2003. Krocolidia rufilinea ingår i släktet Krocolidia och familjen dvärgstritar. Inga underarter finns listade i Catalogue of Life.